# Strade provinciali della città metropolitana di Napoli
Questo è un elenco delle strade provinciali insistenti sul territorio della città metropolitana di Napoli.

## SP 1 - SP 99
- "Circumvallazione Esterna di Napoli": dalla Via Lago Patria alla SS 162 dir (32,50).
- : dalla via Napoli (Pozzuoli) alla via di Pozzuoli (Bagnoli, Napoli).
- "Miliscola": dalla via Miliscola (Pozzuoli) al porto di Baia, Bacoli.
- : dalla SR ex SS 18 (Ercolano) alla SS 268 (Somma Vesuviana).
- del Cassano
- "Castellammare-Pozzano": Dall'incrocio con la SP 288 "Salita Pozzano" fino all'incrocio con la SS 145 "Sorrentina". Via Acton in Castellammare di Stabia. (1,121 km)
- "Sorrento-Massa Lubrense": Dalla Piazzetta Capo di Sorrento alla Strada comunale S. Anna (3,408 km)
- : dalla SP 4 (Somma Vesuviana) alla SP 445 (Marigliano).
- : da Pomigliano d'Arco alla SP 4 (Sant'Anastasia).
- "San Giorgio-Sant'Anastasia": Dalla SR ex SS 18 (San Giorgio a Cremano) alla SP 4 (Sant'Anastasia). (3,353 km)
- : dalla SP 4 (Pollena Trocchia) alla SP 10 (Pollena Trocchia).
- "Caivano-Aversa": Dal Rione IACP in Caivano fino all'incrocio con via Turati in Frattaminore. (1,148 km)
- : dalla SP (Castellammare di Stabia) alla SP 3 (Salerno).
- : dalla Domiziana allo Stadio del Remo sul lago di Giugliano in Campania.
- "Mugnano-Giugliano": Dalla SP 58 "Santa Maria a Cubito" in Mugnano di Napoli alla SP 47 "Campana" nei pressi di Giugliano in Campania.
- : dalla SP 299 (Ercolano) alla SP 140 (Ercolano).
- "Pomigliano-Acerra": Da Pomigliano d'Arco ad Acerra.
- : dalla SP 45 (Torregaveta, Bacoli) alla SP 135 (Monte di Procida).
- "Capomazzo I° Tratto": Da Afragola alla SS 162 "della Valle Caudina" in località Capomazzo.
- "Pomigliano-Licignano": Da Casalnuovo di Napoli alla SS 7 bis "di Terra di Lavoro" in Pomigliano d'Arco.
- "Pianillo": Da San Giuseppe Vesuviano all'incrocio con la SP 85 "Striano-Abignente" (Crocevia dei Pazzi). (2,816 km)
- "Sant'Antimo-Cesa": Da Sant'Antimo al confine con la Provincia di Caserta (Cesa).
- "Sant'Antimo-Sant'Arpino": Da Sant'Antimo al confine con la Provincia di Caserta (Sant'Arpino).
- "Passanti-Flocco": Dalla SS 268 "del Vesuvio" in località Passanti di Boscoreale a Poggiomarino. (0,428 km)
- : dalla SP 201 (Saviano) alla SP 82 (Ottaviano).
- "di San Paolo Bel Sito": Dalla SS 367 "Nolana-Sarnese" alla SS 403 "del Vallo di Lauro" attraverso l'abitato di San Paolo Bel Sito.
- "Taverna del Bravo-Frattamaggiore": Dalla Strada statale 87 Sannitica in Casavatore a Frattamaggiore. (1,045 km)
- "Marina Piccola di Sorrento": Dall'abitato di Sorrento al porto di Marina Piccola.
- "San Pietro in Calvizzano": Dalla SP 58 "Santa Maria a Cubito" a Calvizzano (via Sandro Pertini).
- : dalla SP 4 (Somma Vesuviana) alla SP 36 (Nola).
- : "Arco Felice via Cuma" dalla SP 321 alla via Montenuovo Licola Patria (Arco Felice, Pozzuoli).
- : "Baia Cappella" dalla SP 321 (Fusaro) alla SP 2 (Baia).
- : dalla SP 56 alla via Alfonso Artiaco (Pozzuoli).
- "Melito-Sant'Antimo-Casandrino": Dalla SS 7 bis "di Terra di Lavoro" in Melito di Napoli a Casandrino.
- "Marano-Giugliano": Dalla SP 58 "Santa Maria a Cubito" in Marano di Napoli a Giugliano in Campania.
- : dalla SP 47 Pozzuoli a Pianura, Napoli.
- : "Via Santa Maria a Cubito".
- "Stucchio-Brecce in Volla": Da Cercola all'incrocio con via Lufrano in Volla.
- "Taverna delle Zoccole": Da San Vitaliano. "Strada Provinciale Scisciano-Saviano" (Scisciano e Saviano.)
- "Poggiomarino-Tavernanova": Dalla SP 29 "Pianillo" a Poggiomarino. (1,743 km)
- "Afragola-Caivano": Dal centro abitato di Afragola a quello di Caivano (zone Casolla-Valenzano e Pascarola)
- "Melito-Mugnano-Calvizzano": Dalla SS 7 bis "di Terra di Lavoro" in Melito di Napoli alla SP 55 "Marano-Giugliano" in Calvizzano.
- "Flichito in Volla": Da Volla fino alla località Tavernanova (Casalnuovo di Napoli).
- "Dario Fiore in Afragola": Dalla SS 87 "Sannitica" all'abitato di Afragola.
- "Circumvallazione di Frattamaggiore": Dalla SP 38 "Taverna del Bravo-Frattamaggiore" alla SP 5 "del Cassano".
- "Vesuvio": Da Torre Annunziata all'abitato di Trecase.
- "Ponte dei Cani": Dalla SS 7 bis "di Terra di Lavoro" in Marigliano alla SS 162 "della Valle Caudina".
- "Poggiomarino-Scafati": Da Poggiomarino al confine con la Provincia di Salerno (Scafati).
- "Crispano": Dalla SP 5 "del Cassano" a Crispano.
- "Arzano-Casoria": Dalla SP 38 "Taverna del Bravo" fino alla SS 87 "Sannitica" in Casoria.
- "Secondigliano-Casavatore-Casoria": Dalla SP 5 "del Cassano" all'abitato di Casoria.
- "Piano del Principe": Dalla SP 33 "Passanti-Flocco" in Poggiomarino alla Stazione Ferroviaria di Terzigno.
- "Pagliarone-San Gennaro-Palma Campania": Dall’incrocio Pagliarone a Palma Campania.
- "Poggiomarino-San Marzano": Da Poggiomarino al confine Provincia di Salerno (Scafati).
- "Poggiomarino-Striano": Da Poggiomarino a Striano.
- "Lungomare Miliscola": Dalla SP 2 "Miliscola" al Bivio Miseno.
- "Boscofangone": Dalla SS 7 bis "di Terra di Lavoro" in Nola alla SP 34 "di Nola".
- "Sannereto": Dall'abitato di Acerra alla SP 23 "Gaudello".
- "Roccarainola-Cicciano": Da Roccarainola a Cicciano.
- "Bosco in Marigliano": Da Marigliano alla SP 34 "Cancello-Cicciano".
- "Massa Lubrense-Sant'Agata": Da Massa Lubrense a Sant'Agata sui due Golfi.

## SP 100 - SP 199
- "Palma Campania-Carbonara di Nola": Da Palma Campania a Carbonara di Nola, con diramazione fino al confine con la Provincia di Avellino verso Domicella. (0,719 km)
- "Scalo di Procida-Chiaiolella": Dallo scalo marittimo di Procida, per Sant'Antonio Abate, alla località Chiaiolella.
- "Santa Maria di Quarto": Da Santa Maria di Quarto alla SP 47 "Campana".
- "Sant'Antonio Abate-Scafati": Dall'incrocio con via Circumvallazione fino al confine con il territorio di Scafati, via Scafati in Sant'Antonio Abate.  (1,222 km)
- "Striano-Sarno": Dal centro abitato di Striano (via dell'Immacolata) al confine con la Provincia di Salerno. (1,070 km)
- "Epitaffio-Tufino": Dalla SP 34 "di Nola" all'abitato del comune di Tufino. (1,003 km)
- "Tufino-Tufino Scalo": Dall'abitato del comune di Tufino al passaggio a livello della Ferrovia Circumvesuviana in Roccarainola. (1,546 km)
- "Bacoli-Bivio Miseno": Dalla Piazza di Bacoli alla SP 86 "Lungomare Miliscola" presso il Bivio Miseno.
- "Panza-Succhivo-Sant'Angelo": Dalla SP ex SS 270 "dell' Ischia Verde" per Succhivo fino a Cava Grado per Sant' Angelo. (1,808 km)
- "Via Marconi e Via Siciliano in Camposano": Dalla SP 35 "Nola-Cicciano", in località Cinquevie di Camposano, alla frazione Faibano di Camposano. (1,370 km)
- "Bivio Colle Umberto-Quota 1000 (Vesuvio)": Dal Bivio Colle Umberto al piazzale situato a quota 1000 del Vesuvio.
- "Bivio Colle Umberto-Seggiovia": Dal Bivio Colle Umberto fino alla stazione della seggiovia.
- "Cava Grado": Dalla Panza Succhivo alla frazione di Sant'Angelo (0,538 km)
- "Cercola-San Sebastiano": Dall'incrocio con Piazza della Repubblica in San Sebastiano al Vesuvio (SP 10 "San Giorgio-Sant'Anastasia") all'incrocio con corso Domenico Riccardi in Cercola (SS 268 "del Vesuvio"). (0,924 km)
- "Cimitile-Boscofangone": Dall’abitato di Cimitile alla SP 87 "Boscofangone". (1,860 km)
- "Circumvallazione di Arzano": Dalla località Rotonda di Arzano, sulla SP 5 "del Cassano", alla SP "Grumo-Arzano".
- "Circumvallazione di Boscotrecase e Prolungamento": Dalla via Passanti in Boscoreale fino alla via Fossa della Monaca in Torre del Greco. (7,613 km)
- "Circumvallazione di Casamicciola": Dalla SP ex SS 270 "dell' Ischia Verde" in località Perrone alla stessa SS 270 in Piazza Marina Grande. (2,383 km)
- "Circumvallazione di San Sebastiano": Dalla SP 42 "Luca Giordano" in San Sebastiano al Vesuvio alla SP 10 "San Giorgio-Sant'Anastasia" in corrispondenza di Piazza della Repubblica. (0,615 km)
- "Circumvallazione di Sorrento": Dalla SS 145 "Sorrentina", prima dell'abitato di Sorrento alla stessa SS 145 "Sorrentina".
- "Comiziano-Gallo": Dalla SS 7 bis "di Terra di Lavoro", per la località Gallo all'abitato di Comiziano. (1,552 km)
- "Lavorone in Caivano": Dalla SP 87 "Sannitica" alla frazione Pascarola di Caivano.
- "Marchesella in Villaricca": Da Villaricca alla SP 47 "Campana".
- : dalla SP 26 (Monte di Procida) alla SP 86 (Bacoli). (2,688 km)
- "Mozzo in Procida": Dalla SP 101 "Scalo di Procida-Chiaiolella", in Piazza Olmo di Procida, alla spiaggia della Chiaiolella. (0,917 km)
- "Necropoli in Caivano": Dall'abitato di Caivano alla frazione Pascarola.
- "Osservatorio Vesuviano-Bivio Colle Umberto": Dal termine della SP 19 "Osservatorio Vesuviano" al Bivio Colle Umberto. (3,388 km)
- "Patria-Tre Ponti": Dalla SP 234 "Licola-Patria-Madonna di Pantano" alla SP 58 "Santa Maria a Cubito" in località Tre Ponti. (2,629 km)
- "Piazzolla-Palma Campania": Dalla SP 36 "Nola- Castellammare" alla SS 367 "Nolana-Sarnese". (1,915 km)
- "Piedimonte-Fiaiano-Casamicciola": Da via Vittorio Emanuele per Piedimonte, Fiaiano fino alla circumvallazione di Casamicciola. (5,509 km)
- "Ponticelli-San Giorgio": Da via Angelo Camillo De Meis in Ponticelli alla SP 10 "San Giorgio-Sant'Anastasia" in San Giorgio a Cremano.
- "Pozzopagnotti-San Gennarello": Dalla SP 57 "Passanti" all'abitato di Palma Campania.
- "Rosario-Fango in Lacco Ameno": Dall'incrocio con la SP 509 "Circumvallazione di Lacco Ameno" fino alla SP 431 "Borbonica" in località Fango.
- "Sacro Cuore in Scisciano": Dalla SP 62 "Taverna delle Zoccole" alla stessa presso Scisciano.
- "Santa Maria a Cubito-Aversa": Dalla SP 58 "Santa Maria a Cubito" al confine con la Provincia di Caserta verso Aversa.
- "Santa Maria-San Lazzaro in Agerola": Dalla SS 366 "di Agerola" in Località Pianillo, bivio per S.Maria-S.Lazzaro, fino al belvedere di S.Lazzaro.
- : dalla SR ex SS 18 (Ercolano) alla SP 299 (Ercolano).
- "Testaccio-Maronti": Dalla località Testaccio alla Spiaggia dei Maronti in Barano d'Ischia.
- : dalla SR ex SS 18 (Torre del Greco) alla SP 19 (Ercolano).
- "Viale Crispo-Via Risigliano": Dalla SS 7 bis "di Terra di Lavoro" in Cimitile per la frazione Gallo alla SP 34 "di Nola" nel centro abitato di Comiziano.
- "Vittorio Veneto in Casola": Dalla SP 16 "Gragnano-Casola-Lettere", in località Piazza Crocifisso di Casola, alla SP 144 "Ponte Trivione-Carità".
- "Nuova Strada Scalo di Procida-Posta in Procida": Dallo scalo marittimo di Procida alla SP 101 "Scalo di Procida-Chiaiolella".
- "Acquedotto-Campagno-Gian Battista Vico": Dalla SP "Ischia Porto-Ischia Ponte" per Campagnano alla SP "Ischia-Barano-Forio".
- "Acropoli di Cuma" dalla SP 321 "Strada Provinciale Cuma Licola" all'ingresso del  Parco Archeologico di Cuma
- "Alveo Pardinola": Dalla SP 13 "Pardinola" all'abitato di Frattaminore.
- : dalla SP 4 (Somma Vesuviana) alla SP 445 (Bruschiano).
- "Innesto SS 18-Località Epitaffio di Cava de Tirenni".
- "Capua": Dall'abitato del comune di Camposano alla SP 87 "Boscofangone".
- "Casamanna e Casa dell'Acqua": Dalla SS 7 bis "di Terra di Lavoro" in Tavernanova alla SP 69 "Filichito" con diramazione per Casa dell' Acqua.
- "Casandrino-Arzano": Dall'abitato di Casandrino con termine ad Arzano all'inizio della SP 120 "Circumvallazione di Arzano".
- "Catino in Procida": SP 161 "Posta-Porto" alla Strada Regina Elena dentro l'abitato di Procida.
- "Cicciano-Boscofangone": Dall'abitato di Cicciano alla SP 87 "Boscofangone". (2,946 km)

## SP 200 - SP 299
- : Cimitero-Pantano in Serrara Fontana: dalla ex SS 270 al cimitero di Serrara Fontana. (0,359 km)
- : dalla SP 165 (Torre del Greco) alla SP 10 (Portici).
- : "Circumlago di Lucrino" dalla SP 531 alla SP 2 (Lucrino, Pozzuoli).
- "Corso Vittorio Emanuele": Dai pressi dell'abitato di Castellammare di Stabia alla località Varo nella zona industriale.
- "Circumlago Fusaro": Dalla SP 45 "Baia Cappella", circumvallando il Lago Fusaro alla SP 43 "Arco Felice" in località Muro Curiale.
- "Crispano-Caivano": Dalla SP 76 "Crispano" a Caivano.
- "Est di Nola": Dalla SP 81 "Nola-Casamarciano" alla SS 367 "Nolana-Sarnese".
- "Frattamaggiore-Carditello": Dalla SP 222 "Frattamaggiore-Afragola" a Carditello.
- "Frattamaggiore-Crispano": Dalla SP 71 "Circumvallazione di Frattamaggiore" alla SP "Cardito-Crispano".
- "Frattamaggiore-Sant'Arpino": Dalla SP 168 "Pardinola" alla SP 52 "Grumo-Sant'Arpino" dopo il calvalcavia.
- : dalla via Montenuovo Licola Patria (Pozzuoli) alla SP 501 (Grotta del Sole, Pozzuoli).
- "Ianiello Pasquale": Dalla SP 5 "Frattamaggiore-Cardito" alla SP 225 "Frattamaggiore-Crispano".
- "Lagno Arsa": Dalla località Piazza Arsa (Lagno Arsa) in San Giorgio a Cremano fino alla immissione sulla SS 18 "Tirrena Inferiore".
- "Liveri-Pozzoromolo-Palma Campania": Dalla SS 403 "del Vallo di Lauro" in Liveri fino alla SP 248 "Mauro- Pozzoromolo-San Nicola".
- "Lattaro": Dalla SP 174 "Bardascini" alla SP 223 "Fontanelle".
- "Luigi Rocco in Arzano": Dalla SP 77 "Arzano-Casoria" alla SP "Arzano-Grumo".
- "Madonna dell'Arco-Paciani-Masseria Guadagni": Dalla SS 268 "del Vesuvio" in località Madonna dell'Arco alla SS 7 bis "di Terra di Lavoro" in località Pomigliano d'Arco.
- "Mauro- Pozzoromolo-San Nicola": Dalla SS 367 "Nolana - Sarnese" in località Pozzoromolo all'abitato di Palma Campania.
- "Montedoro": Dal comune di Torre del Greco per le frazioni dello stesso comune alle falde del Vesuvio.
- "Nola-San Gennaro": Dalla SP 36 "Nola-Castellammare" in Nola alla SP 82 "Pagliarone-Palma Campania" in San Gennaro Vesuviano.
- "Padula": Da nord dell'abitato di Castello di Cisterna a Brusciano sulla SS 7 bis "di Terra di Lavoro".
- "Pataffio": Dalla SP 85 "Striano-Abignente" (Crocevia dei Pazzi) alla SP 84 "Poggiomarino-Striano".
- "Pollastri": Dalla SP 257 "Nola-San Gennaro" per la contrada Pollastri alla SP 36 "Nola-Castellammare".
- "Principe di Piemonte": Dalla SP 26 "Monte di Procida" in località Cercone alla chiesa di San Giuseppe.
- "Prota": Dalla SS 18 "Tirrena Inferiore" presso Torre Annunziata alla spiaggia in località Prota.
- "Alita Pozzano": Dalla SP 6 "Castellammare-Pozzano" alla SS 145 "Sorrentina" in località Pozzano.
- "San Nicola-Castello Angioino": Dalla SP 16 "Gragnano-Casola-Lettere" (Piazza di Lettere) al cimitero di Lettere. (0,866 km)
- : dalla SP 165 (Torre del Greco) alla SP 10 (Portici).

## SP 300 - SP 399
- "Staffetta": Dalla SP 25 "Licola-Patria" alla SS 7 quater "Via Domiziana" presso la circumvallazione esterna di Napoli verso il Lago di Patria.
- "Titigliano-Monticchio": Dalla SP 98 "Massa-Sant'Agata" per le frazioni di Monticchio e Titigliano alla SP 138 "Nerano-Marina del Cantone".
- "Vatoliere-Chiummano-Schiappone": Dalla SP 93 "Piedimonte-Testaccio" in località Vatoliere alle frazioni di Chiummano e Schiappone di Barano d'Ischia.
- : dalla via Largo Cimitero (Torre Annunziata) alla via Torretta di Siena (Torre Annunziata).
- "Vecchia Carlo Raso e Gennaro de Filippo": Dalla SP 10 "San Giorgio-Sant'Anastasia" (corso Boccarusso) al termine di via De Filippo, all'incrocio con via A. Gramsci. (0,763 km)
- : "Strada Provinciale Cuma Licola" dalla SP 510 e SP 25 (Licola, Pozzuoli) alla SP 45 (Bacoli).
- "Vigna e Sant'Antonio": Dalla SP 15 "Schito" per la SS 145 "Sorrentina" con termine alla SS 18 "Tirrena Inferiore".
- "Mozzoni": Dalla SP "Ottaviano" alla SP 41 "Costantinopoli-Piazzolla".
- "Strada Statale 145-Quadricio Petraro": Dalla SS 145 al quadrivio Petraro.
- : dalla SP 4 (Pollena Trocchia) alla SP 11 (Pollena Trocchia).
- "Cacciabella in Ottaviano": Dalla SP 57 "Passanti" alla SP 339 "Mozzoni".
- "Corvara in Pozzuoli": Dalla SP 47 "Campana" all'Eremo di Monte Sant'Angelo.
- "Ponte Cozzolino in Cercola": Dalla SS 268 alla SP 69 "Filichito".
- "Autostrada-Vesuvio": Dal Casello di Portici Ercolano dell'autostrada "Napoli-Pompei" alla SP 19 "Osservatorio Vesuviano"
- "Circumvallazione di Pomigliano": Dalla SP 21 alla SS 7 bis "di Terra di Lavoro".
- "ex Ferrovia Cook": Dalla SP 19 alla stessa SP 19 in Ercolano. Parte del tracciato della ex Ferrovia del Vesuvio.
- "Giugliano-Parete": Da Giugliano in Campania al confine con la Provincia di Caserta.
- "Quattro Aprile": Dall'abitato di Trecase (Piazza San Gennaro) in proseguimento della SP 80 "Lava" fino a Via Leopardi in località Cava di Pietra.
- "Rainone in Carbonara di Nola": Dalla SP 100 "Palma Campania-Carbonara di Nola", in Carbonara, al Piazzale del Santuario dei SS.Medici.

## SP 400 - SP 499
- SP 402: dalla SP 25 (Licola, Giugliano in Campania) a Qualiano.
- SP 403 "San Paolino in Saviano": Dall 'abitato di Saviano, fino alla SP 272 "Pollastri".
- SP 407 "Tappia-Giancora in Saviano": Dalla SP 36 "Nola-Castellammare" alla SP 257 "Nola-San Gennaro", presso incrocio località Cinquevie di Selve.
- SP 409 "Toppa D’Aiello": Dalla SS 367 "Nolana - Sarnese" in Palma Campania alla SP 82 "Pagliarone-San Gennaro-Palma Campania".
- SP 410 "Tordara-San Marino": Dalla SP 366 "Cimitero di Fontanelle" alla località San Martino in Sant'Agnello.
- "Traversa Limitone-Lauro Secco in Palma Campania": Dalla SS 367 "Nolana-Sarnese" in Palma Campania alla SP 82 "Pagliarone-San Gennaro-Palma Campania".
- "Traversa San Marino": Dalla SP 384 "Monsignor Bonaventura Gargiulo" alla SP 410 "Tordara-San Martino" in Sant'Agnello.
- "Trezzelle in Saviano": Dall'abitato di Saviano alla SP 257 "Nola-San Gennaro".
- "Melitiello in Melito": Dalla SS 7 bis "di Terra di Lavoro", nell'abitato di Melito, alla SP 191 "Casandrino-Arzano".
- "Molino in Saviano": Dalla SP 36 "Nola-Castellammare", nell'abitato di Saviano alla SP 264 "Parrocchia" in Piazzolla di Nola.
- "Nola-Castelcicala": Dalla SP 306 "Seminario - Madonna delle Grazie" alla località Castelcicala.
- "Quaranta Moggia": Dalla SP 261 "Padula" alla SP 74 "Ponte dei Cani" attraverso la località Quaranta Moggia.
- "Tuoro (Strada Depugliano-Gesini)": Dalla strada comunale Depugliano in Lettere alla SP 430 "Gesini in Casola".
- "Vignariello in Somma Vesuviana": Dalla SP 176 "Brusciano-Somma", nell'abitato di Somma Vesuviana, alla SP 133 "Mariglianella-Miuli".
- "San Lorenzo in Lettere": Dalla SP 368 "San Martino-Orsano" fino alla frazione San Lorenzo.
- SP 453 "Salicelle" dal confine del centro abitato di Afragola in località Salicelle sino alla S.P. Gaudello.
- SP 454 "San Paolo al Trivio" dall'uscita della SP ex SS162 NC (Asse Mediano) di Afragola sino alla ex SS 87 in Caivano.
- SP 483 "Furchi in Striano"
- SP 495 "La Difesa": Dalla SP 421 "Candelara in Acerra" alla località La Difesa.
- SP 498 "ex Strada Statale 87 Sannitica": Dal confine con Marcianise (provincia di Caserta) fino a 120 m. prima dell'intersezione con via Marzano in Pascarola. (2,900 km)

## SP 500 - SP 599
- SP 500 "Asse Perimetrale di Melito": Dalla SS 162 NC fino al collegamento Asse Perimetrale di Scampia. (7,027 km)
- SP 500A "Asse Perimetrale di Melito": Ramo di collegamento SP 1 con SP 500 con direzione Lago Patria. (1,711 km)
- SP 500B "Asse Perimetrale di Melito": Ramo di collegamento SP 500 con SP 1 con direzione Cercola. (1,419 km)
- SP 501 "Variante via Campana": Da via Campiglione all'innesto sulla SP 229 "Grotta del Sole-Monte Ruscello". (3,998 km)
- SP 502 "Anacapri-Grotta Azzurra": Dalla SP 508 "Circumvallazione di Anacapri" fino alla località Grotta Azzurra. (3,696 km)
- SP 503 "Anacapri-Faro Punta Carena": Dalla SP 508 "Circumvallazione di Anacapri" fino alla località Faro di Punta Carena. (2,855 km)
- SP 504 "Barano-Testaccio": Dalla SP ex SS 270 alla località Testaccio. (0,610 km)
- SP 505 "Casamicciola-Contrada Celario": Dalla Piazza Maio di Casamicciola alla località Celario. (0,782 km)
- SP 506 "Casamicciola-Piazza Bagni": Dalla SP ex SS 270 alla SP 123 "Circumvallazione di Casamicciola" in Piazza Bagni. (0,766 km)
- SP 507 "Ciraccio in Procida": Dalla SP 101 "Scalo di Procida-Chiaiolella": fino al termine della provinciale predetta alla Marina della Chiaiolella. (0,509 km)
- SP 508 "Circumvallazione di Anacapri": Dalla SP 22 "Capri-Anacapri" in Piazza della Vittoria, alla stessa provinciale a metri 150 circa prima della piazzetta di Caprile. (0,592 km)
- SP 509 "Circumvallazione di Lacco Ameno": Dalla SP ex SS 270 in Piazza Salvatore Girardi alla stessa strada statale in località Stufe di San Lorenzo. (1,446 km)
- SP 510 "ex SS 7 quater Domitiana": Dal confine comunale di Pozzuoli all'incrocio con via Pozzuoli-Giugliano (ex SP 25). (1,585 km)
- SP 514 "Rosario-San Rocco": Dalla SP ex SS 270 "dell'Ischia Verde" alla SP 511 "Fundera" in Lacco Ameno.
- SP 515 "San Montano in Lacco Ameno e Forio": Dalla SP ex SS 270 "dell' Ischia Verde" alla spiaggia di San Montano.
- SP 527 "Cantariello": dal confine dell'abitato di Afragola in contrada Palazziello alla SP 1 in contrada San Salvatore.
- SP 531: "Scalandrone" dalla SP 43 (Arco Felice, Pozzuoli) alla SP 45 (Baia, Bacoli) e SP 205 ( Lucrino ) .